# Acalymma invenustum
Acalymma invenustum es un a especie de coleóptero de la familia Chrysomelidae.
Fue descrita 1980 por Munroe & Smith.